# Heimaths-Kinder
Heimaths-Kinder ist ein Walzer von Johann Strauss (Sohn) (op. 85). Das Werk wurde am 16. September 1850 im Tanzlokal Zum Sperl erstmals aufgeführt.